# デッド・オブ・ザ・ブレイン
『デッド・オブ・ザ・ブレイン』 (DEAD OF THE BRAIN) は、フェアリーテールより発売されたアダルトホラーゲームのシリーズ。
本項では、シリーズ第1弾『デッド・オブ・ザ・ブレイン 死霊の叫び』（DEAD OF THE BRAIN : DAY OF THE LIVING DEAD - しりょうのさけび）とその続編『デッド・オブ・ザ・ブレイン 2』（DEAD OF THE BRAIN 2 - ツー）、そしてそれらを同時収録したPCエンジン移植版『デッド・オブ・ザ・ブレイン 1&2』（DEAD OF THE BRAIN - ワン・アンド・ツー）について記述する。

## デッド・オブ・ザ・ブレイン 死霊の叫び

### 概要 (1)
1992年4月1日に、フェアリーテールより発売された。1991年11月25日に発生した沙織事件で大ダメージを負ったばかりの有限会社アイデス（後のF&C）が、セックス描写だけに頼らず活路を見出そうと構築した新機軸「ナイトメアコレクション」の第1弾である。
いわゆるホラーゲームの一種であり、『ゾンビ』などのさまざまなゾンビ映画や『ターミネーター』などのアンドロイドSF映画の要素のほか、それらの作品群におけるお約束が盛り込まれている。なお、本作や『デッド・オブ・ザ・ブレイン 2』では、「ゾンビ」=「魔術で蘇らせられて使役される死体」という解釈であり、作中で実際に登場するゾンビのことは「死霊」と呼称する。
ゲームシステムについては、選択肢を総当たりする従来のもの以外にも、画面外の各種コマンドをクリックすることで変化したアイコンを画面内の必要に応じた場所へ移動させ、そこをクリックすることでシナリオを進行させていくという、画面内クリックを導入したアドベンチャーゲームであるが、敵との戦闘時にはファーストパーソン・シューティングゲームへ移行し、制限時間内での正確な射撃能力や判断力が必要となる。それによって適度にプレイヤーの緊迫感を煽り、シナリオへ惹き込むことに成功したこのシステムは、ナイトメアコレクション第2弾『マリンフィルト』にも継承されている。
キャラクターデザイン、絵コンテ、原画、パッケージ画は、アニメーターの牧野竜一が担当した。

### あらすじ (1)
アメリカ合衆国の某所。ある日の夜更け、残業を終えて帰宅した青年・コールのもとへ、友人の老科学者・ドクから発明品をすぐに見に来るよう、電話がかかってきた。コールがドク宅へおもむくと、そこには彼とその愛猫・キティが居た。しかし、穏やかだったはずのキティは何故かコールに牙を剥き、襲いかかる。そのあまりの狂暴さから、ドクはやむなくキティを射殺してしまう。目の前の状況に動揺し、キティが狂犬病に罹っていたと考えるコールに、彼はキティが1週間前に老衰で死亡したことや、自らが長年をかけて開発していた蘇生薬のサンプルをその死体に注射したことを打ち明ける。信じがたい言葉にコールは訝しむが、その証拠としてドクがキティの死体へ蘇生薬を打ってみせると、それは再びうごめき始めた。驚愕の発明を喜ぶコールに、ドクは被験者が副作用で狂暴化したり異常な筋力を得たりしてしまうことや、それらへの懸念からまだ人間への投与は行っていないことも打ち明ける。キティの変貌もそのためであったのだ。
その時、1週間前から続くキティの鳴き声による近所の苦情を受けたという警察官・ジャックがドク宅を訪れた。コールたちがあわててキティを冷蔵庫へ隠すも、その鳴き声を聞き付けて冷蔵庫の扉を開けたジャックは、最期の力で飛び出してきたキティに喉笛を掻き切られ、即死してしまう。誰にも信じてもらえないであろう状況から、ドクはジャックが理性を保ったまま蘇ることを願って彼の死体に蘇生薬を投与するが、まもなくそれはコールたちの方を向いて起き上がると、ドクの懸念を超える強暴さで、目の前のコールたちに襲いかかる。銃撃を受けても倒れないジャックからコールたちは逃げ出すが、それは彼らがこれから出会うことになる恐怖と惨劇の、ほんの前触れでしかなかった。

### 登場人物 (1)
コール
主人公。24歳。元は建設屋（良く言えばインテリア関係者）であり、塗装の仕事をしていたが、ドク宅へおもむいたことから恐怖と戦うことになる。シーラとは恋仲であり、すでに肉体関係も結んでいるが、単独行動中にはキャッシーやサリーに目を奪われてしまうこともある。
シーラ
ヒロイン。24歳。町に溢れた死霊の大群から逃れようとしてコール宅へ逃げ込み、彼と行動を共にする。コールに貰った服を大事に着続けるなど、彼への想いは一途そのものである。
ドク
本名はクーガー・ハミルトン。老科学者で大学教授。59歳。妻・メアリーには交通事故で先立たれており、今では研究だけが生き甲斐となっている。コールとは4年前に出会い、親子ほど歳が離れているが、良き友人である。ガン細胞の研究や人工臓器の開発の傍らで行ってきた長年の研究の末に蘇生薬のサンプルの開発に成功するが、皮肉にもそれが恐怖と惨劇のきっかけとなってしまう。
ケイン
セントラルホテルにて、死霊に追い詰められてしまったコールの危機を、間一髪で救った青年。1か月前、西側の隣町の自宅にて妹の誕生パーティーを家族共々楽しんでいたところを死霊の大群に襲われ、家族や町のすべてを失ってしまったため、コールたちの住む町へ逃れてきた。元は潜入行動が得意なジャーナリストであり、シナリオの関係上、途中でコールに代わってプレイヤーキャラクターとなる部分が存在する。
ジャック
フルネームはジャック・キースマン。ドク宅を訪れた16分署の警部補。ドクとは長年の知人でもある。冷蔵庫から飛び出してきたキティに喉笛を掻き切られて即死した後、ドクの投与した蘇生薬のサンプルによって死霊化してしまう。
キャッシー
セントラルホテルへ逃げ込んだ生存者の1人。20歳。ショートヘアの髪型で、精神的に脆い所がある女性。元は町のレストランのウェイトレスにして彼氏が居たが、彼氏はコールたちが逃げ込んでくる前日に死霊化してしまった模様。コールと一夜を共にした後、物語終盤で彼とグールの戦闘中に大きな役割を果たす。
サリー
セントラルホテルへ逃げ込んだ生存者の1人。ウェーブのかかったロングヘアの髪型で、眼鏡をかけた沈着冷静な美女。元はエアロビクスのインストラクターであり、それゆえのプロポーションの良さはコールも思わず見とれるほどである。
ノーズ
セントラルホテルへ逃げ込んだ生存者の1人。スキンヘッドで、気さくな性格の筋肉質体形の男性。元はアメリカ陸軍の軍人であり、2メートル強の身長にして強面を持つが、レイのことを思いやるなど、心根は良い。
レイ
セントラルホテルへ逃げ込んだ生存者の1人。恋人がホテル内にて死霊と化したことから、皆の前ではその悲しみゆえの悪態を常に吐く。グールのことを信用していない。以前はコールたちの住む町を走り回る暴走族「ブラッディフォックス」の一員だったが、同族が交通法規を守らないだけでなく殺人すらいとわないほどの非道を働くまでに変貌したことから、嫌気が差して脱退した。
テリー
コールとシーラの友人。コールとシーラの恋仲を知らずにシーラを口説こうとしたうえ、その相談をコールに行っていた模様。物語終盤で、ベイサイド科学研究所に捕らわれていたことが明らかとなる。
キール
セントラルホテルへ逃げ込んだ生存者の1人。本名は不明。元は16分署の刑事かつグールの部下であり、「キール」は犯人を殺してしまうことが多いために付けられたあだ名である。
グール
本名はリチャード・グリス。セントラルホテルへ逃げ込んだ生存者の1人。皆をまとめ上げる才覚を持ち、引き締まった筋肉質体形の初老の男性。元は16分署の署長であり、重度の麻薬中毒になった愛娘を誤射で死なせてしまった辛い過去を持つ。
死霊（しりょう）
本作におけるゾンビの総称。死体から蘇生薬によって発生するという経緯のほか、狂暴化したり異常な筋力を得たりするうえ、生きた人間を襲って脳を真っ先に食らうという食性を持つ。
ドク曰く蘇生薬は素がウイルスであり、注射や外傷などによって粘膜感染することで、感染者を死霊化させる。蘇生薬は脳を活性化させるだけで、すでに欠損していた肉体の再生までは行わないが、その際に知性や理性を失わせて凶暴性を引き出すうえ、生きた人間の脳をエネルギー源と見なすように本能を書き換えてしまう。また、死霊に傷付けられた人間は脳を食われなければ、傷口から入った蘇生薬によってまもなく死霊化するが、それを食い止めるには、対象者の頭部を物理的に破壊する必要がある。
なお、ドクの蘇生薬のサンプルによって蘇ったキティやジャックは以上のタイプに該当するが、すでに町を蹂躙していた死霊の中には警察無線を使えたり、退治に来たコールの姿を見てから待ち構えたりするなど、明らかに知性が残っているタイプも存在する。

## デッド・オブ・ザ・ブレイン 2

### 概要 (2)
1993年11月26日に、フェアリーテールより発売された。前作『デッド・オブ・ザ・ブレイン 死霊の叫び』の2年後を描く続編にして、ナイトメアコレクションの第3弾である。
ゲームシステムは前作を踏襲しているが、画面外のコマンドがその場から移動する「MOVE」とセーブやロードを行う「SYSTEM」だけになり、画面内クリックに専念できるようになったほか、画面内クリック対象個所の四隅には括弧が表示されるなどのアレンジが施されており、前作で行き詰まったプレイヤーには取っ付きやすくなっている。しかし、選択肢の総当たりや制限時間内での正確な操作が必要な点は前作同様であるうえ、プレイヤーを引っかける部分も存在するため、ゲーム全体の難易度は下がっていない。

### あらすじ (2)
ドクをはじめ、大勢の人々の尊い命が失われた蘇生薬による恐怖と惨劇から、2年後。コールとシーラは正常に機能しなくなった馴染みの町を離れ、隣町へ生活の場を移していた。新たな生活に慣れてきたある日、コールはシーラに求婚し、婚約を交わす。それは友人のテリーのもとへ伝わり、彼は恋人のリンを連れてコールのアパートを訪れ、夜更けまでコールとシーラを祝福するのだった。
宴の後、コールとシーラはカナダへの旅行を明日に控え、談笑しながらささやかな幸せを噛み締めていた。そんな中、買い物に出たシーラは10分ほど前に帰路へ就いたはずのテリーとリンの惨殺死体を、アパートの下にて発見してしまう。テリーとリンの死体には脳を食われた痕跡があり、周囲にはコールとシーラの記憶に新しい蘇生薬が付着していた。恐怖と惨劇は、かつてそれらを打ち破ったコールとシーラに再び襲いかかる。

### 登場人物 (2)
コール
主人公。26歳。前作から引き続いて登場。美女に甘いところは前作同様。否応なく巻き込まれた死霊との戦闘経験が豊富であるため、スティーブから戦い慣れていることを指摘される。
シーラ
ヒロイン。26歳。コールの婚約者。前作から引き続いて登場。ボーイッシュな衣服をまとい、お転婆な言動を見せるなど、2年前より明るめな性格になった。ドクの脳を蘇生させたか否かが、シーラの死霊化回避と関係する。
ドク
蘇生薬の開発者にして、コールの友人。前作で死亡したはずだったが、とある理由によって再登場。ドクの脳を蘇生させたか否かで、エンディングが分岐する。
テリー
コールとシーラの友人。前作から引き続いて登場。前作の後、憔悴していたところにリンと交際を始め、恋仲となった。物語冒頭でリンと共にコールとシーラのもとを訪れて祝福するが、帰路へ就いた直後に死霊の襲撃に遭い、惨殺されてしまう。
リン
テリーの恋人。テリーとはシーラの紹介で恋仲となった。物語冒頭でテリーと共にコールとシーラのもとを訪れて祝福するが、帰路へ就いた直後に死霊の襲撃に遭い、惨殺されてしまう。
ブライア一味
前作の後、機能しなくなった町のベイサイド科学研究所跡を根城として好き放題に暴れていたブラッディフォックスのうち、コールたちの住む隣町を行き交う一味。リーダーはブライア。何者かから液体麻薬「パープル・スカイ」を仕入れ、売り捌いている。
スティーブ
フルネームはスティーブ・グリス。グールの弟であり、顔は瓜二つ。32分署の刑事という仕事柄、ブライア一味には睨みが効く。前作の件を調査していたところ、バー「リーズ」にてブライア一味にやられそうになったコールに助け舟を出し、情報を交換する。物語終盤でグールに射殺される。
ライル
ピレイン科学薬品研究所の所長。ドク同様に博識であり、かつて2年間ほど彼の助手を務めていた時期がある。
キャサリン
シーラの友人。駅前のファミリーレストラン「シャッフル・フード」にてアルバイト中の女性。愛称はキャッシーであるが、前作のキャッシーとは無関係。
キース
フルネームはキース・ヘンダーソン。ブラッディフォックスの一員。何者かの命令で、ピレイン科学薬品研究所を襲った。コールに倒されて観念し、舌を噛み切る。
ダニエル
フルネームはダニエル・ホワイト。ラゾバン製薬の2代目所長。キャサリンの母とは再婚しており、キャサリンから見れば義父に当たるが、本性は卑劣であり、妻の不在中にキャサリンを強姦したことがある。また、非人道的な実験を繰り返してパープル・スカイを製造し、ブラッディフォックスを使ってコールたちを監視する一方、とある理由から町に死霊を放った張本人でもあり、いずれはモンタナ州にも放つことを計画していた。最後はスティーブに背後から襲撃され、死亡する。
グール
スティーブの兄。前作から引き続いて登場。前作でキャッシーの自爆から辛うじて助かった頭部は、エンディング後に何者かによって回収されており、本作ではさらに強靭な鋼の身体を得て復活を果たす。機体と蘇生薬によって生命機能を維持される脳には、反逆防止のために小型の起爆装置が組み込まれている。復活後もスティーブのことは認識できており、自ら射殺した彼の埋葬をコールに頼んでいる。
ジル
本作のラスボスにして、2年前の死霊事件の元凶。学会でも他人の研究を盗用するなど悪名が高く、同じ科学者であるドクのもとから蘇生薬の製造方法の前半が書かれた手帳を盗み出し、その内容を参考としてグールを蘇生薬の実験に使ったものの裏切られて左頭部を抉られるが、絶命する前に蘇生薬を自身に投与したことにより、回復していた。コールたちの生存を知った後には、脳だけが助かっていたグールに新たな身体を与えて蘇らせ、不完全な蘇生薬を製造する一方でダニエルにパープル・スカイを製造させていた。
死霊（しりょう）
本作におけるゾンビの総称。実は蘇生薬とヘロインの混合麻薬だったパープル・スカイを打ち続けた人間のなれの果てであり、打たれた者の状態や個人差にもよるが、蘇生薬内で増殖した特殊細菌「DNV」が体内でさらに増殖して限度を超えると、生前でも蘇生薬を打った死体と同じく死霊化してしまう。それを防ぐには、かつてドクが作った血清を打つしかない。

## デッド・オブ・ザ・ブレイン 1&2

### 概要 (1&2)
1999年6月3日に、NECホームエレクトロニクスより発売された。『デッド・オブ・ザ・ブレイン 死霊の叫び』と『デッド・オブ・ザ・ブレイン 2』を同時収録した、PCエンジン移植版である。
起動後に2作品のタイトルから選択し、どちらかのプレイを開始することになる。『デッド・オブ・ザ・ブレイン 死霊の叫び』を未プレイのまま、『デッド・オブ・ザ・ブレイン 2』をプレイすることも可能。プロローグをはじめ所々のシーンではSUPER CD-ROM2の容量と機能を活かし、声優によって台詞が音声出力されるようになった。
移植企画は『デッド・オブ・ザ・ブレイン 2』発売後に立ち、開発進行に伴って発売時期も発表されたが、開発完了時にはPCエンジン市場がすでに終焉を迎えていたため、一旦は発売が見送られてしまう。しかし、1999年に入ってからソフマップとメッセサンオーでの限定取り扱いが決定し、同年6月3日にはそれらの各店舗で無事に発売された。その時点でPC-FXの最終作品『ファーストKiss☆物語』の発売日（1998年4月24日）から1年以上も経っていたため、本作は「後継機終了以降に前世代機のゲームが発売される珍しい現象が発生」と称されるなど名実共にPCエンジン最後の作品とされ、中古ゲーム市場では正規価格（税抜7,800円）より遥かに高額で取り引きされている。
なお、シーラをはじめ女性の登場人物のヌード描写に関しては、布を用いて幅広く覆い隠すなどの大幅な修正を加えられるアダルトゲーム原作作品が多かった中、本作は18歳以上推奨枠となったことからも、描写の大半が乳首を消去するだけに留まっている。

### スタッフ

#### 移植版
- プロデューサー：新海昇
- ディレクター：深川悟郎、増谷正夫
- 企画：井出健介
- エクゼクティブプロデューサー：安田清明
- スーパーバイザー：竹内政夫
- メインプログラム：三好弘二
- サブプログラム：佐原禎孝、関浩太朗
- グラフィック：K.TOMITA、E.KURIHARA、Y.KATO、橘田昌律、山口祐輔、小川貴之
- サウンド・エフェクト：阿保剛
- SPECIAL THANKS：中村正樹、渡辺喜一郎、島田和幸、加茂しずか、加藤桂子、DEAD OF THE BRAIN オリジナル版開発スタッフ
- ゲームデザイン：小川貴之
- 製作、著作：（有）アイデス／フェアリーテール、日本電気ホームエレクトロニクス（株）

#### 1の開発スタッフ
- Graphics Produced：STUDIO R
- Music Composed：MUSE
- Program：NISHIJIN TURBO-R
- Co-Directed：TOSHIAKI MAESAKA、CHIAKI WATANABE、SUSUMU ISHIZUKA
- Produced：KENSUKE IDE
- Scenario/Directed：SHINYA NAKAI

## 評価
洋ゲーライターのマスク・ド・UHには、「人体破壊描写への徹底した愛が込められており、続編（『2』）も含めて日本のホラーゲーム史に残るカルトゲームとして重要なタイトルと言え、ゾンビゲームとしても独自の魅力があふれてカルトに相応しいが、（『1&2』に）プレミアがつくばかりの現状が再評価を困難にさせる原因となっている」との旨で評されている。